# Provincias de Madagascar

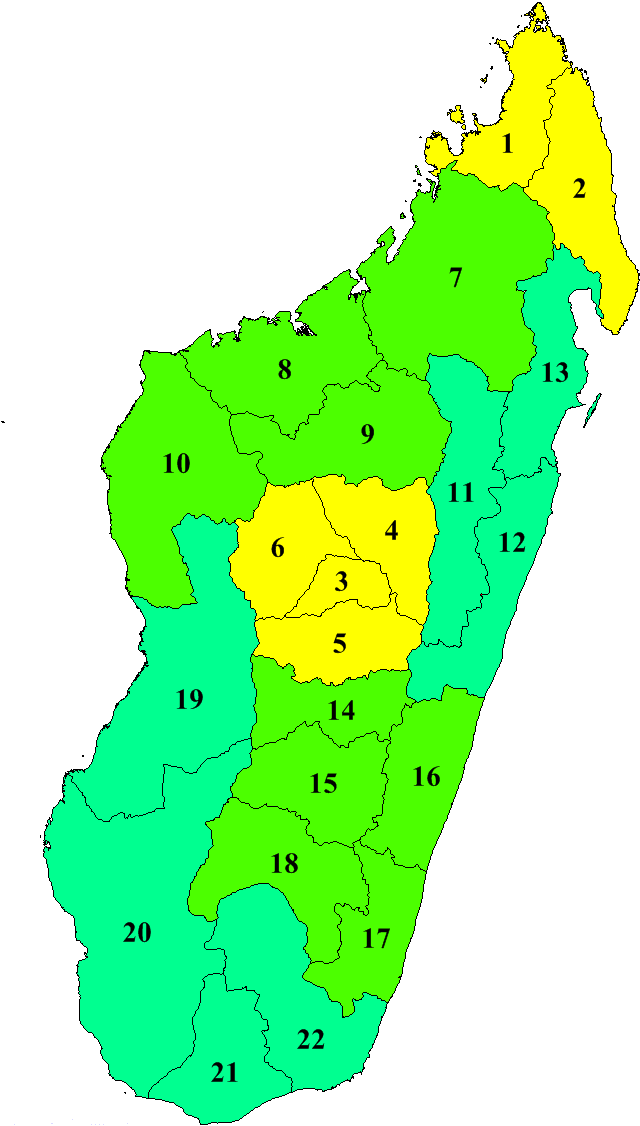
Mapa de las actuales regiones y las antiguas provincias de Madagascar

Madagascar estaba dividido en seis provincias desde 1946, pero en 2004 se aprobó una nueva división de la isla en 22 regiones (faritra). Estas regiones se convirtieron en el más alto nivel administrativo con la disolución de las provincias anteriores tras un referéndum celebrado en 2007. Las nuevas regiones se subdividen en 119 distritos, 1579 comunas y 17 485 fokontany.
| Nuevas regiones                                                                                            | Antiguas provincias | Población (estimación 2004) |
| --- | ------------------- | --------------------------- |
| Diana (1), Sava (2)                                                                                        | Antsiranana         | 1 291 100                   |
| Itasy (3), Analamanga (4), Vakinankaratra (5), Bongolava (6)                                               | Antananarivo        | 5 370 900                   |
| Sofía (7), Boeny (8), Betsiboka (9), Melaky (10)                                                           | Mahajanga           | 1 896 000                   |
| Alaotra Mangoro (11), Atsinanana (12), Analanjirofo (13)                                                   | Toamasina           | 2 855 600                   |
| Amoron'i Mania (14), Haute-Matsiatra (15), Vatovavy-Fitovinany (16), Atsimo-Atsinanana (17), Ihorombe (18) | Fianarantsoa        | 3 730 200                   |
| Menabe (19), Atsimo-Andrefana (20), Androy (21), Anosy (22)                                                | Toliara             | 2 430 100                   |